# Metaphalangodella pachyliformis
Metaphalangodella pachyliformis is een hooiwagen uit de familie Gonyleptidae.